# Juan Carlos Vergara
Juan Carlos Vergara Silva (Facatativá, Cundinamarca, 19 de agosto de 1961) es un académico, pedagogo y lingüista colombiano. Actual director de la Academia Colombiana de la Lengua.

## Trayectoria
Juan Carlos Vergara nació en Facatativá es licenciado en Educación, con estudios mayores en inglés y español en la Universidad Pedagógica Nacional, Juan Carlos Vergara Silva es director del Departamento de Lingüística, Literatura y Filología de la Universidad de La Sabana y director de la maestría en Lingüística Panhispánica de la Facultad de Filosofía y Ciencias Humanas.
A lo largo de su trayectoria profesional, se ha desempeñado como profesor de lingüística e investigación en instituciones de educación superior, como la Universidad Pedagógica Nacional, la Universidad Nacional de Colombia, la Universidad Tecnológica de Pereira, la Universidad Libre y la Universidad de La Sabana. Fue miembro del equipo de redacción del Diccionario de construcción y régimen de la lengua castellana y del Breve diccionario de colombianismos.
Asimismo, fue decano del Seminario Andrés Bello del Instituto Caro y Cuervo, decano de la Facultad de Lingüística y Comunicación Organizacional de la Universidad EAN y vicerrector académico y rector de la Universidad Autónoma de Colombia. Fue representante de la Academia Colombiana de la Lengua para la redacción del Diccionario panhispánico de dudas y la Ortografía de la lengua española, así como miembro coordinador de la comisión interacadémica del Caribe continental que participó en la elaboración de la Nueva gramática de la lengua española.
Desde 2011 es coordinador de la Comisión de Lingüística en la Academia Colombiana y de su publicación El Vigía del Idioma; actualmente, forma parte de un proyecto de investigación sobre la presencia del español en lenguajes profesionales especializados y es el coordinador del área del Caribe continental para la redacción del Glosario de términos gramaticales de la Asociación de Academias de la Lengua Española (ASALE). Desde 2019 ostenta el cargo de director. En 2019 fue elegido como director de la Academia Colombiana de la Lengua tras el fallecimiento de Jaime Posada Díaz.